# Dynasty (1.ª temporada)
A primeira temporada da série de televisão americana Dynasty, que é baseada na série de televisão homônima de 1981, segue a família Carrington. A temporada é produzida pela CBS Television Studios, com Josh Schwartz e Stephanie Savage servindo como showrunners.
A temporada foi encomendada em maio de 2017 e as filmagens começaram no mesmo mês de julho. A temporada é estrelada por Elizabeth Gillies como Fallon Carrington, Grant Show como seu pai Blake Carrington, Nathalie Kelley como a nova esposa de Blake, Cristal, e James Mackay como o irmão de Fallon, Steven, com Robert Christopher Riley como o motorista Michael Culhane, Sam Adegoke como o bilionário tecnológico Jeff Colby, Rafael de la Fuente como Sam Jones, sobrinho de Cristal e noivo de Steven, e Alan Dale como Joseph Anders, o mordomo dos Carrington.
A primeira temporada começou a ser exibida em 11 de outubro de 2017 e exibida com 22 episódios na The CW até 11 de maio de 2018.

## Enredo
Dynasty começa com a herdeira Fallon Carrington infeliz ao encontrar seu pai bilionário Blake com Cristal, uma funcionária rival da empresa da família. Quando as trapaças de Fallon para separar o casal saem pela culatra e custam uma promoção, ela se alia com o inimigo e ex-empregado de Blake, Jeff Colby, e atua por conta própria. Enquanto isso, a chegada do sobrinho oportunista de Cristal, Sam — Que se envolve romanticamente com o irmão de Fallon, Steven — ameaça expor seu passado sombrio. Os Carringtons formam uma frente unida após a morte suspeita do ex-amante de Cristal, Matthew, mas as coisas na mansão não permanecem harmoniosas por muito tempo. As manipulações de Blake o colocam em conflito com Cristal e seus filhos, enquanto a rivalidade entre Fallon e Cristal esfria. Cansado de esperar por Fallon para levá-la a sério, Michael começa a namorar outra pessoa, o que apenas intensifica os sentimentos de Fallon por ele, mas a leva aos braços de Jeff. A viúva grávida de Matthew, Claudia, convalesce na mansão com uma agenda oculta, e o passado de Cristal volta para assombrá-la na forma de sua irmã Iris e do pai de Sam, Alejandro. O relacionamento de Steven e Sam novamente é complicado pelas tendências criminosas de Sam e pelo ex-namorado instável de Steven, Ted. A parceria de Jeff com Fallon é revelada como um meio para ele destruir os Carringtons pelo que Blake fez com o pai de Jeff, Cesil. Fallon pede a Michael e Cristal para ajudá-la a virar a mesa dos Colbys, e ela consegue neutralizar Jeff e garantir uma porcentagem de sua empresa. A ex-esposa de Blake, Alexis — a mãe de Steven e Fallon — retorna, supostamente para se reconectar com seus filhos, mas na verdade procurando por um pedaço da fortuna de Carrington. Alexis organiza para seu amante posar como ela e o filho sequestrado de Blake, Adam, e revela a Jeff e Monica que a mãe deles é a meia-irmã de Blake. Fallon derruba Blake como diretora executiva da Carrington Atlantic, assim como os Colbys forçam uma venda da empresa. No casamento de Steven e Sam, uma Claudia desequilibrada aparece e atira em Cristal. Blake, Fallon e Sam escapam do fogo na casa dos estábulos, mas Steven, Michael, Alexis e Cristal permanecem presos lá dentro.
A reinicialização atualiza vários elementos do original dos anos 80, incluindo a mudança da localização de Denver, Colorado para Atlanta, Georgia; tornar a homossexualidade de Steven um não-fundamento para Blake; e mudando a aventureira Sammy Jo de uma mulher para um homem gay. Além disso, na nova série, tanto a nova esposa de Blake quanto seu sobrinho são hispânicos, e tanto o motorista Michael Culhane quanto a família Colby são afro-americanos.

## Episódios
| N.º na série | N.º na temp. | Título                                                                                   | Dirigido por        | Escrito por                                       | Exibição original      | Audiência (milhões) |
| --- | ------------ | ---------------------------------------------------------------------------------------- | ------------------- | ------------------------------------------------- | ---------------------- | ------------------- |
| 1 | 1            | "I Hardly Recognized You" "(Quase Não te Reconheci)" (BR)                                | Brad Silberling     | Sallie Patrick & Josh Schwartz & Stephanie Savage | 11 de outubro de 2017  | 1.26                |
| A herdeira Fallon Carrington está infeliz ao encontrar seu pai bilionário Blake se juntar com Cristal Flores, e planeja separá-los dando a seu pai fotos de Cristal com seu ex-amante Matthew Blaisdel. O plano de Fallon sai pela culatra, aumentando o casamento e garantindo a promoção de Cristal que Fallon queria para si mesma. Sentindo-se desvalorizado por Blake, Fallon se coloca como seu rival de negócios, apoiado pelo inimigo de Blake, Jeff Colby. Anders, o mordomo da família Carrington, descobre o passado obscuro de Cristal, e a chegada de seu sobrinho oportunista Sam—que acabou de dormir com o irmão de Fallon, Steven—a coloca em perigo ainda maior. Matthew é morto depois de uma explosão suspeita, e sua instável esposa, Claudia, aparece no casamento de Blake para acusá-lo do assassinato de seu marido. |              |                                                                                          |                     |                                                   |                        |                     |
| 2 | 2            | "Spit It Out" "(Reunião de Família)" (BR)                                                | Michael A. Allowitz | Sallie Patrick                                    | 18 de outubro de 2017  | 0.92                |
| Cristal fica devastada pela morte de Matthew, enquanto Blake trabalha para distanciar os Carringtons dele e seu possível assassinato. Jeff ajuda Fallon a excluir todos os vestígios das fotos de Cristal e Matthew. Cristal prova sua lealdade a Blake, renunciando a suas lembranças de seu ex-amante, e encenando um desvio para a imprensa na esteira de Matthew, declarando seu amor por ela como unilateral. Agentes do FBI chegam à mansão, prendendo Steven em vez de Blake. |              |                                                                                          |                     |                                                   |                        |                     |
| 3 | 3            | "Guilt is for Insecure People" "(Culpa é para Gente Insegura)" (BR)                      | Kellie Cyrus        | Ali Adler                                         | 25 de outubro de 2017  | 0.72                |
| Implicado na morte de Matthew, Steven colide com Blake, que ele suspeita estar envolvido. Quando Blake bloqueia o uso do nome de Carrington por Fallon para seu novo empreendimento, ela procura por influência sobre ele. A mãe de Sam, Iris, está com problemas, mas Anders tornou impossível que Cristal lhe enviasse dinheiro. Cristal lembra seu passado como Celia Machado, quando as irmãs roubaram uma fortuna, mas apenas Cristal escapou da Venezuela. Sam secretamente organiza o roubo do anel de noivado de Cristal e outros objetos de valor durante um jantar de caridade para levantar o fundos, mas o telefone de Matthew e seus conteúdos incriminadores, que Blake adquiriu ilegalmente, também são roubados. |              |                                                                                          |                     |                                                   |                        |                     |
| 4 | 4            | "Private as a Circus" "(Particular como um Circo)" (BR)                                  | Kevin Sullivan      | Jenna Richman                                     | 1 de novembro de 2017  | 0.74                |
| Enquanto Cristal leva Blake para uma lua de mel improvisada, Sam vai até Steven para ajudar a recuperar o telefone de Matthew. Eles pegam de volta, mas Fallon vaza o vídeo de sexo de Matthew e Cristal que ele contém. Depois que seu excesso de confiança lhe custa um contrato lucrativo, Fallon percebe que ela tem que aceitar a contribuição de Jeff, assim como seu dinheiro. Steven é inocentado da morte de Matthew, mas fica furioso quando Sam admite sua cumplicidade no assalto. |              |                                                                                          |                     |                                                   |                        |                     |
| 5 | 5            | "Company Slut" "(Vadia da Empresa)" (BR)                                                 | Cherie Nowlan       | Christopher Fife                                  | 8 de novembro de 2017  | 0.72                |
| No primeiro dia de Cristal como diretora de operações, ela enfrenta a reação de seu vídeo de sexo e uma falta de confiança do resto dos executivos da Carrington Atlantic. Ela e Fallon competem por um prêmio, que Fallon vence por subterfúgio. O ex-namorado de Steven, Ted Dinard, reaparece, esperando se reconectar. Anders manipula Sam para impedir que Steven reacenda qualquer coisa com Ted. Descobrindo que Fallon vazou o vídeo de Cristal, Blake a expulsa da mansão. Cristal pede desculpas a Claudia, que, com raiva, persegue Cristal na rua e é acidentalmente atingida por Blake com seu carro. |              |                                                                                          |                     |                                                   |                        |                     |
| 6 | 6            | "I Exist Only for Me" "(Só Existo para Mim)" (BR)                                        | Lee Rose            | Kevin Garnett                                     | 15 de novembro de 2017 | 0.64                |
| Fallon e Jeff lançam uma festa de lançamento para Morell Corp. Fallon está com ciúmes quando Michael chega com Kori, mas o relacionamento deles é contra a intromissão de Fallon. Apesar de estar bêbada, Fallon ajuda a garantir tecnologia importante para a empresa. Claudia está grávida e Cristal insiste que ela fique na mansão para recuperar-se. Sam e Claudia se unem, mas o comportamento errático de Claudia convence Blake e Cristal de que ela deveria ir embora. Sam e Cristal descobrem que Claudia estava tomando o remédio errado. |              |                                                                                          |                     |                                                   |                        |                     |
| 7 | 7            | "A Taste of Your Own Medicine" "(O Gosto do Próprio Veneno)" (BR)                        | Matt Earl Beesley   | Jay Gibson                                        | 29 de novembro de 2017 | 0.64                |
| Expulso da comemoração de Ação de Graças dos Carrington por Blake, Fallon aparece no jantar da igreja de Michael e conhece seus pais. Steven confronta Blake sobre o financiamento suspeito para o clube de atletismo. Claudia tem fingido seus problemas de memória e, enquanto segura os Carringtons sob a mira de uma arma, ela admite que causou a explosão que matou Matthew. Claudia quer que Cristal a veja matar Blake, mas o resto da família é capaz de dominá-la. Fallon é bem-vinda de volta, mas o plano de Blake para enviar Claudia para um sanatório em um encobrimento leva Steven a tramar com Jeff contra o chefe de polícia Stansfield. |              |                                                                                          |                     |                                                   |                        |                     |
| 8 | 8            | "The Best Things in Life" "(As Melhores Coisas da Vida)" (BR)                            | Pascal Verschooris  | Francisca X. Hu                                   | 6 de dezembro de 2017  | 0.64                |
| Os perseguidores de Cristal a encontraram e Anders a ajuda a pagar. Quando Blake a pega em uma mentira, Cristal confessa seus segredos para ele. O relacionamento de Michael com Kori implode sobre seus sentimentos persistentes por Fallon, que se recupera com Jeff. O plano de Steven para neutralizar Stansfield explode em sua cara quando ele descobre que ele foi responsável pela morte de um homem em um acidente de plataforma de petróleo, e que Stansfield ajudou Blake a encobrir isso. |              |                                                                                          |                     |                                                   |                        |                     |
| 9 | 9            | "Rotten Things" "(Coisas Horríveis)" (BR)                                                | Brad Silberling     | Paula Sabbaga                                     | 13 de dezembro de 2017 | 0.69                |
| Blake leva Iris a Atlanta para as férias e fica surpreso quando seu pai dominador Thomas chega também. Steven, recém-saído de um bender cheio de drogas em Nova York com Ted, se choca com Blake, cuja administração de sua empresa e família já está sendo criticada por Thomas. Cristal e Anders descobrem que Iris estava por trás do plano de extorsão, e um confronto com sua irmã faz Cristal admitir a Sam que ela matou seu pai para defender Iris. Fallon e Monica saem. Jeff visita seu pai Cesil na prisão, onde eles discutem sua vingança contra Blake, que dormiu com a esposa de Cesil e o acusou de abuso de drogas. Blake conhece um novo parceiro de negócios, sem saber que ele é o pai de Sam, Alejandro, usando um nome falso. |              |                                                                                          |                     |                                                   |                        |                     |
| 10 | 10           | "A Well-Dressed Tarantula" "(Uma Tarântula Bem Vestida)" (BR)                            | Kenny Leon          | Adele Lim                                         | 17 de janeiro de 2018  | 0.63                |
| Cristal é pária na mansão. Alejandro se revela a ela, ameaçando expor os crimes do pai de Blake se ela não o ajudar a fechar um acordo com a Carrington-Atlantic. Um culpado Steven penhora um relógio caro e dá o dinheiro para a esposa do homem que morreu por causa de seu erro. Fallon faz uma festa de aniversário de 25 anos enquanto ganha o controle de seu fundo de US$ 100 milhões e supera sua relutância em se comprometer totalmente com Jeff. Enquanto isso, Jeff diz a seu pai que planeja se casar com Fallon para garantir seus bens para si, incluindo suas ações da empresa de Blake. Cristal, Blake, Fallon e Sam trabalham juntos para virar o jogo sobre Alejandro e Iris. Depois de entrar em seu novo carro, Fallon é drogada com clorofórmio por Iris. |              |                                                                                          |                     |                                                   |                        |                     |
| 11 | 11           | "I Answer to No Man" "(Eu Não Obedeço a Homem Algum)" (BR)                               | Steven A. Adelson   | Gladys Rodriguez                                  | 24 de janeiro de 2018  | 0.56                |
| Alejandro e Iris mantêm Fallon como refém em um depósito, exigindo US$ 15 milhões e uma passagem segura de Blake. Ele tenta lidar com a situação sem alertar o novo chefe de polícia, que Cristal convidou para jantar. Com o resgate agora até US$ 25 milhões, Cristal foge para fazer a troca, mas é tomada como refém também. Blake, Jeff e Michael os rastreiam; Cristal ajuda Fallon a escapar, mas é levada em um caminhão por Alejandro e Iris. Cristal convence Iris que Alejandro é mal e só vai se voltar contra ela, e enquanto Alejandro tenta estrangular Cristal, Iris atira e o mata. As irmãs se reconciliam. Cristal manda Iris com algum dinheiro e diz à polícia que atirou em Alejandro em autodefesa, não em Iris. |              |                                                                                          |                     |                                                   |                        |                     |
| 12 | 12           | "Promises You Can't Keep" "(Promessas Impossíveis de Cumprir)" (BR)                      | Matt Earl Beesley   | Jenna Richman                                     | 31 de janeiro de 2018  | 0.65                |
| Enquanto os Carringtons se preparam para um evento de arrecadação para a Noite do Cassino que estão concorrendo ao senador Paul Daniels, Cristal descobre de um amigo jornalista, Rick Morales, que Blake regularmente subornou Daniels quando era juíz. Para evitar a verdade, ela dá a Rick uma história alternativa sobre muitos casos extraconjugais de Daniels. Quando o preço de um importante contrato de locação da Morell Corp. duplica, Fallon tem a oportunidade de manter seu preço antigo se conseguir ganhar um jogo de pôquer. Sabendo que ela seria esperada para dormir com o proprietário, se ela perdeu, Fallon blefa para a vitória. Monica fica horrorizada quando Jeff revela seu plano para destruir Blake usando Fallon, mas depois concorda em ajudá-lo. |              |                                                                                          |                     |                                                   |                        |                     |
| 13 | 13           | "Nothing But Trouble" "(Sempre Encrencado)" (BR)                                         | Matt Earl Beesley   | Jenna Richman                                     | 7 de fevereiro de 2018 | 0.65                |
| Em nome de Blake, Anders suborna um guarda da prisão para encenar um ataque destinado a impedir que Cesil fique em liberdade condicional. O conselho de liberdade condicional vota contra sua libertação, mas Jeff dorme com a comissária da condicional, que liberta Cesil. Monica manipula Fallon para aceitar a proposta de casamento de Jeff, mas Fallon descobre sua duplicidade e pede Michael para ajudá-la contra os Colbys. Steven decide concorrer a conselho da cidade e deixa Ted saber que os contos de seu passado selvagem podem se tornar públicos. Ainda usando drogas e acreditando que Steven e Sam estão romanticamente envolvidos, Ted encena uma briga com Sam e pula de uma janela do andar de cima. |              |                                                                                          |                     |                                                   |                        |                     |
| 14 | 14           | "The Gospel According to Blake Carrington" "(O Evangelho Segundo Blake Carrington)" (BR) | Dawn Wilkinson      | Francisca X. Hu & Paula Sabbaga                   | 9 de março de 2018     | 0.64                |
| Percebendo que inadvertidamente colocou o spyware de Jeff no servidor de Carrington, Fallon e Michael usam um jantar com os Colbys para tentar acessar o próprio servidor de Jeff para apagar os dados que ele roubou. No jantar, Cesil explode e revela a Fallon tudo o que Blake fez para os Colbys, o que a deixa esmagada. Sam diz a Steven que ele não é um cidadão legal, então ele não pode explicar à polícia o que realmente aconteceu com Ted. A pedido de Blake, Steven lança a publicidade potencialmente negativa fingindo ser o parceiro de luto de Ted. Na cabeceira do hospital de Ted, Steven consegue recuperar o brinco perdido de Sam dos pertences de Ted, mas depois Ted acorda. Cristal recebe flores de Rick e admite para Blake que eles se beijaram. Consciente de que Rick está secretamente trabalhando com Jeff, Blake pressiona Cristal para chegar o mais perto possível de Rick, mas ela se recusa. |              |                                                                                          |                     |                                                   |                        |                     |
| 15 | 15           | "Our Turn Now" "(Chegou a Nossa Vez)" (BR)                                               | Matt Earl Beesley   | Libby Wells                                       | 16 de março de 2018    | 0.60                |
| Os Carringtons continuam com os preparativos para o casamento de Fallon com Jeff, planejando invadir a casa de Jeff e apagar seu servidor enquanto os Colbys estão no ensaio. A recusa de Cesil em atender as forças do truque para continuar, apesar das objeções de Cristal. Blake convence Cesil a deixar de lado a animosidade entre eles e comparecer à cerimônia, enquanto Jeff apresenta a Fallon a propriedade total da Morell Corp. e um plano para eles trocarem 25% de suas respectivas empresas. Na véspera do casamento, Fallon pede que Michael se case com ela na prefeitura, mas ele se recusa, não querendo que algo tão importante faça parte de uma trama de Carrington. Com Fallon e Jeff no altar e o servidor ainda não quebrado, Blake tenta parar a cerimônia, mas Fallon o interrompe. Depois, ela revela aos atordoados Colby que o casamento é inválido porque ela se casou com outra pessoa, Liam Ridley, na noite anterior. A reivindicação de Jeff para 25% da Carrington Atlantic é, portanto, nula e sem efeito, mas a Fallon agora possui 25% da ColbyCo. Um confronto com Cesil faz com que Thomas tenha um ataque cardíaco, e ele admite aos Carringtons que Blake nunca teve um caso, mas estava apenas cobrindo Thomas. |              |                                                                                          |                     |                                                   |                        |                     |
| 16 | 16           | "Poor Little Rich Girl" "(Pobre Menininha Rica)" (BR)                                    | Kenny Leon          | Jenna Richman & Ali Adler                         | 23 de março de 2018    | 0.63                |
| Enquanto os Carrington se preparam para o funeral de Thomas, a briga de Jeff e Fallon se torna pública. Desgostoso com as maquinações de Jeff, Monica corta laços com ele e assume a guarda de Cesil. Com Sam enfrentando a deportação, Steven procura a ajuda da esposa do senador Daniels, Melissa, com quem teve um caso dez anos antes. Ele faz sexo com ela para garantir um visto O-1 para Sam. Blake encontra um vídeo de Thomas que lhe dá um pequeno fechamento, e ele pede desculpas a Fallon e Steven por manipulá-los. No funeral, Steven propõe Sam, e a ex-mulher ausente de Blake, Alexis, reaparece. |              |                                                                                          |                     |                                                   |                        |                     |
| 17 | 17           | "Enter Alexis" "(A Volta de Alexis)" (BR)                                                | Jeffrey W. Byrd     | Sallie Patrick & Christopher Fife                 | 30 de março de 2018    | 0.69                |
| Os Carringtons ficam chocados ao descobrir que Thomas deixou a mansão e o terreno para Alexis. Blake promete derrubar o codicilo para a vontade de Thomas, enquanto Fallon faz aberturas para se conectar com sua mãe. Acusada de abandonar seus filhos, Alexis diz a Fallon que Blake subornou um juiz para assumir a custódia e exilá-la, o que Cristal confirma. Fallon logo descobre, no entanto, que Alexis não viveu uma vida de luxo no exterior, mas está alojada em um trailer nas proximidades, e permaneceu em contato com Steven. Fallon confronta Alexis e sua briga as leva para a piscina. Michael descobre que seu pai foi hospitalizado e renuncia. Através de um suborno, Fallon garante que o codicilo seja invalidado, mas Alexis revela que ela possui legalmente a casa estável de Michael—seu antigo estúdio de arte—e se muda para lá. |              |                                                                                          |                     |                                                   |                        |                     |
| 18 | 18           | "Don't Con a Con Artist" "(Não Engane o Trapaceiro)" (BR)                                | Carl Seaton         | Kevin A. Garnett & Paula Sabbaga                  | 6 de abril de 2018     | 0.71                |
| Fallon e Liam descobrem que Alexis está tentando sabotar o noivado de Steven, mas ele se recusa a acreditar neles. Cristal coloca os recursos de Carrington para ajudar o pai doente de Michael. Blake informa à equipe que Alexis não é bem-vinda e que qualquer um que a ajude será demitido. Quando Anders tenta dissuadi-lo, Blake também o demite. Fallon manipula Alexis para confessar, mas Steven está mais bravo com Fallon por colocar Sam em risco. Alexis admite para Steven que ela gastou todo o seu dinheiro tentando encontrar Adam, Alexis e o primeiro filho sequestrado de Blake. Ao ser recontratado, Anders avisa Blake que a doença do pai de Culhane está ligada a um escândalo ambiental que a Carrington Atlantic encobriu. |              |                                                                                          |                     |                                                   |                        |                     |
| 19 | 19           | "Use or Be Used" "(Usar ou ser Usada)" (BR)                                              | Viet Nguyen         | Jake Coburn & Jay Gibson                          | 20 de abril de 2018    | 0.56                |
| Cristal convence Blake a ir a público com a verdade sobre o escândalo, mas mais tarde ele destrói seus arquivos no encobrimento e usa uma gravação de sua culpa admitindo mantê-la na linha. Fallon concorda em sair com Liam. Ela envia Sam para tentar vender suas ações da ColbyCo para Jeff, mas Jeff se recusa. Alexis, desconfiando de Liam, tenta ficar entre ele e Fallon. Steven vai em uma viagem secreta para El Paso para rastrear Adam. Em um desfile de moda, Jeff fica bêbado e confronta Fallon antes de desmaiar. Alexis revela a Fallon que Liam é, na verdade, um jornalista chamado Jack Lowden, que escreve tudo, e Fallon o confronta. Sam negocia um acordo com Jeff para vender as ações, e Alexis queima o manuscrito de Liam —na verdade sobre sua própria família—antes de visitar Jeff. |              |                                                                                          |                     |                                                   |                        |                     |
| 20 | 20           | "A Line from the Past" "(Frase do Passado)" (BR)                                         | Pascal Verschooris  | Jenna Richman & Francisca X. Hu                   | 27 de abril de 2018    | 0.68                |
| Enquanto Fallon e Cristal trabalham juntas para ganhar influência sobre Blake, graças a Alexis a imprensa descobre sobre a contaminação do solo e o possível envolvimento da Carrington Atlantic. Com a intenção de forçar seu pai a assumir a responsabilidade e fazer o certo por Culhane, Fallon fica estupefato quando Blake anuncia publicamente sua promoção à diretora de operações no lugar de Cristal. Sam descobre que Steven não está em Washington, D.C., assim como Steven encontra Adam. Alexis tenta convencer Jeff a se recompor e se reconciliar com Monica. Enquanto discutem o rancor antigo de Blake contra os Colbys, Alexis diz a Jeff que ele é na verdade um Carrington. |              |                                                                                          |                     |                                                   |                        |                     |
| 21 | 21           | "Trashy Little Tramp" "(Vadia Ordinária)" (BR)                                           | Brandi Bradburn     | Christopher Fife & Kevin A. Garnett               | 4 de maio de 2018      | 0.55                |
| Blake quer consertar cercas com Cristal, mas ela se encontra secretamente com um advogado de divórcio. Jeff e Monica vão até a avó, que confirma que ela teve um caso com Thomas Carrington, e que sua mãe Millie é sua filha. Blake frustra os planos de Fallon para Carrington Atlantic e demite Michael. Steven leva Hank/Adam para casa, mas Blake se recusa a aceitá-lo. Fallon visita Claudia em busca de informações incriminatórias sobre Blake, que ela usa em uma reunião secreta com a diretoria da CA para defender o nome de seu diretor executivo no lugar de Blake. Alexis informa Jeff e Monica que, como netos de Thomas, eles têm direito a uma parte de suas ações na Carrington Atlantic. O dedo perdido de Hank convence Blake de que ele é Adam, mas Hank é na verdade o amante de Alexis com quem ela conspira para acumular o suficiente de ações da CA para tomar o controle da empresa. Claudia é visitada por Matthew, que está vivo e vingativo para com os Carringtons. |              |                                                                                          |                     |                                                   |                        |                     |
| 22 | 22           | "Dead Scratch" "(Começando do Zero)" (BR)                                                | Michael A. Allowitz | Sallie Patrick & Libby Wells                      | 11 de maio de 2018     | 0.56                |
| Fallon é nomeada diretora executiva da Carrington Atlantic no lugar de Blake, enquanto Jeff e Monica revelam sua herança Carrington e declaram sua intenção de forçar a venda da empresa. Agora que Fallon está no comando, Alexis muda de ideia e diz a Hank, que acaba de ser adicionado à confiança da família, para votar contra a venda. No entanto, ele é seduzido pelo dinheiro e vota com os Colbys. Melissa aparece e informa Steven, que está a poucos minutos de se casar com Sam, que ela está grávida. Cristal pega Alexis beijando Hank e elas brigam, o que termina com Alexis trancando Cristal na casa dos estábulos. Matthew ajuda Claudia a escapar do sanatório e eles se infiltram na mansão. Claudia agarra e confronta Cristal com uma arma. Matthew caminha entre eles quando Claudia dispara, exceto que Matthew é um produto de sua imaginação, e Cristal tomou a bala. Claudia foge com Hank. Os Carringtons estão trancados na sala de troféus, enquanto o prédio é incendiado. Michael resgata Blake, Fallon e Sam, mas Alexis sobe correndo para liberar Cristal, e Steven está longe de ser encontrado. |              |                                                                                          |                     |                                                   |                        |                     |

## Elenco e personagens

### Principal
- Elizabeth Gillies como Fallon Carrington, executiva de energia e herdeira de uma fortuna de Atlanta
- Nathalie Kelley como Cristal Carrington, A nova madrasta de Fallon, uma mulher com um passado sombrio
- James Mackay como Steven Carrington, o irmão ambientalista gay de Fallon, que é o mais velho e equilibrado dos dois
- Robert Christopher Riley como Michael Culhane, o motorista de Carrington e ex-amante de Fallon
- Sam Adegoke como Jeff Colby, um jovem rival de negócios para Blake
- Rafael de la Fuente como Samuel Josiah "Sammy Jo" Jones, o sobrinho rebelde de Cristal e noivo de Steven
- Alan Dale como Joseph Anders, mordomo dos Carringtons
- Grant Show como Blake Carrington, CEO bilionário da Carrington Atlantic, casado com Cristal e pai de Steven e Fallon com sua primeira esposa

### Estrela Especial Convidada
- Nicollette Sheridan como Alexis Carrington, ex-esposa de Blake, e a mãe distante de Steven e Fallon

### Recorrente
- Nick Wechsler como Matthew Blaisdel, Ex-amante de Cristal, um engenheiro de campo que morre em uma explosão suspeita
- Brianna Brown como Claudia Blaisdel,  Esposa de Matthew, ex-engenheira
- Wakeema Hollis como Monica Colby, irmã de Jeff
- Dave Maldonado como Willy Santiago, amigo e colega de trabalho de Matthew na Carrington Atlantic
- Michael Beach como o chefe de polícia Aaron Stansfield, um amigo de longa data de Blake
- Elena Tovar como Iris Machado, irmã de Cristal e mãe de Sam
- KJ Smith como Kori Rucks, ex-namorada de Michael
- Michael Patrick Lane como Ted Dinard, ex-namorado de Steven
- Arnetia Walker como Louella Culhane, mãe de Michael
- Darryl Booker como James Culhane, pai de Michael
- Luis Fernández como Alejandro Silva, o pai de Sam que está operando sob o pseudônimo de Diego Calastana
- Bill Smitrovich como Thomas Carrington, pai de Blake
- Hakeem Kae-Kazim como Cesil Colby, pai de Jeff e Monica
- Kelly Rutherford como Melissa Daniels, esposa do senador Paul Daniels e ex-amante de Steven
- J. R. Cacia como Rick Morales, um jornalista e velho amigo de Cristal
- Adam Huber como Jack Lowden, um escritor que se casa com Fallon usando o nome Liam Ridley
- Brent Antonello como Hank Sullivan, A amante de Alexis que está posando como ela e o primogênito sequestrado de Blake, Adam

### Convidado
- Nana Visitor como Diana Davis, editor chefe da Atlanta Digest
- Hines Ward e Jamal Anderson como eles mesmos
- Kearran Giovanni como o chefe de polícia Bobbi Johnson
- Rick Hearst como o Senator Paul Daniels, um contato de longa data de Blake
- Steven Culp como Tim Meyers, um associado de negócios de Jeff e Fallon
- Elizabeth Youman como Evie Culhane, irmã de Michael
- L. Scott Caldwell como a avó materna de Jeff e Monica, que concebeu sua mãe Millie com Thomas Carrington enquanto ela era sua secretária

## Produção

### Desenvolvimento
A série foi encomendada para uma primeira temporada em 10 de maio de 2017, com uma encomenda de treze episódios. Um trailer de pré-estreia foi lançado em 18 de maio de 2017. Em 8 de novembro de 2017, a série recebeu nove pedidos para uma temporada completa de 22 episódios.

### Escolha do elenco
Nathalie Kelley foi escalada como Cristal em janeiro de 2017, seguida por Elizabeth Gillies como Fallon, Sam Adegoke como o playboy Jeff Colby, e Robert Christopher Riley como o motorista de Blake, Michael Culhane em fevereiro. A próxima escalação foi a de Grant Show como o pai de Fallon, Blake Carrington, e Rafael de la Fuente como Sam Jones, uma versão gay masculina da série original 'Sammy Jo Carrington, em março. Os demais membros do elenco principal são James Mackay como o irmão gay de Fallon, Steven, e Alan Dale como o mordomo dos Carringtons, Anders. Outros artistas recorrentes incluem Nick Wechsler como o ex-amante de Cristal, Matthew Blaisdel, Brianna Brown como esposa de Matthew, Claudia, e Wakeema Hollis como a irmã de Jeff, Monica Colby. Em novembro de 2017, Nicollette Sheridan foi escalada para o papel da ex-esposa de Blake, Alexis Carrington. Outras estrelas convidadas incluem Elena Tovar como Iris Machado, irmã de Cristal e mãe de Sam, Bill Smitrovich como Thomas Carrington, pai distante de Blake, e Hakeem Kae-Kazim como Cesil Colby, pai de Jeff e Monica.

### Filmagens
As filmagens para a temporada começaram em 19 de julho de 2017, em Atlanta, na Geórgia, e terminaram no primeiro trimestre de 2018.

### Música
Paul Leonard-Morgan compôs a música para a primeira temporada, com ele, Bill Conti e Troy Nõka compondo a música para a música tema, que estreou no terceiro episódio, "Guilt is for Insecure People", mas só é usado em alguns episódios. O compositor Paul Leonard-Morgan trabalhou com Troy Nõka para obter "uma vibração dos anos 80 e rock" para a música, para combinar com a trilha sonora de Leonard-Morgan para a série. O novo tema foi gravado com uma orquestra na Capitol Records, em Hollywood, apresentando o trompetista da Orquestra Filarmônica de Los Angeles, Tom Hooten.

## Lançamento

### Transmissão
A primeira temporada de Dynasty estreou na The CW nos Estados Unidos na quarta-feira, 11 de outubro de 2017, com a estreia da 2ª temporada de Riverdale como apresentação. A Netflix adquiriu os direitos exclusivos de transmissão internacional para Dynasty, disponibilizando-a como uma série original da Netflix na plataforma menos de um dia após sua transmissão original nos EUA. A série mudou para sextas-feiras começando com o décimo quarto episódio.
Leslie Moonves, chefe da CBS Corporation, disse em 2017: "Nós possuímos 100% [de Dynasty], e já licenciamos para a Netflix em 188 países... Então isso significa que Dynasty é lucrativa antes mesmo de entrar no ar".

## Recepção

### Audiência
| №  | Título                                     | Exibição original      | Rating/share (18–49) | Audiência (em milhões) | DVR (18–49) | Audiência em DVR (milhões) | Total (18–49) | Audiência total (em milhões) |
| -- | ------------------------------------------ | ---------------------- | -------------------- | ---------------------- | ----------- | -------------------------- | ------------- | ---------------------------- |
| 1  | "I Hardly Recognized You"                  | 11 de outubro de 2017  | 0.3/1                | 1.26                   | 0.2         | N/A                        | 0.5           | N/A                          |
| 2  | "Spit It Out"                              | 18 de outubro de 2017  | 0.3/1                | 0.92                   | N/A         | N/A                        | N/A           | N/A                          |
| 3  | "Guilt is for Insecure People"             | 25 de outubro de 2017  | 0.2/1                | 0.72                   | N/A         | 0.39                       | N/A           | 1.10                         |
| 4  | "Private as a Circus"                      | 1 de novembro de 2017  | 0.2/1                | 0.74                   | 0.2         | 0.45                       | 0.4           | 1.19                         |
| 5  | "Company Slut"                             | 8 de novembro de 2017  | 0.2/1                | 0.72                   | N/A         | N/A                        | N/A           | N/A                          |
| 6  | "I Exist Only for Me"                      | 25 de novembro de 2017 | 0.2/1                | 0.64                   | N/A         | N/A                        | N/A           | N/A                          |
| 7  | "A Taste of Your Own Medicine"             | 29 de novembro de 2017 | 0.2/1                | 0.64                   | N/A         | N/A                        | N/A           | N/A                          |
| 8  | "The Best Things in Life"                  | 6 de dezembro de 2017  | 0.2/1                | 0.64                   | N/A         | 0.33                       | N/A           | 0.97                         |
| 9  | "Rotten Things"                            | 13 de dezembro de 2017 | 0.2/1                | 0.69                   | N/A         | N/A                        | N/A           | N/A                          |
| 10 | "A Well-Dressed Tarantula"                 | 17 de janeiro de 2018  | 0.2/1                | 0.63                   | N/A         | N/A                        | N/A           | N/A                          |
| 11 | "I Answer to No Man"                       | 24 de janeiro de 2018  | 0.2/1                | 0.56                   | N/A         | 0.31                       | N/A           | 0.87                         |
| 12 | "Promises You Can't Keep"                  | 31 de janeiro de 2018  | 0.2/1                | 0.65                   | N/A         | N/A                        | N/A           | N/A                          |
| 13 | "Nothing But Trouble"                      | 7 de fevereiro de 2018 | 0.2/1                | 0.65                   | N/A         | N/A                        | N/A           | N/A                          |
| 14 | "The Gospel According to Blake Carrington" | 9 de março de 2018     | 0.2/1                | 0.64                   | N/A         | N/A                        | N/A           | N/A                          |
| 15 | "Our Turn Now"                             | 16 de março de 2018    | 0.1/1                | 0.60                   | 0.1         | N/A                        | 0.2           | N/A                          |
| 16 | "Poor Little Rich Girl"                    | 23 de março de 2018    | 0.1/1                | 0.63                   | 0.1         | N/A                        | 0.2           | N/A                          |
| 17 | "Enter Alexis"                             | 30 de março de 2018    | 0.2/1                | 0.69                   | N/A         | N/A                        | N/A           | N/A                          |
| 18 | "Don't Con a Con Artist"                   | 6 de abril de 2018     | 0.2/1                | 0.71                   | N/A         | N/A                        | N/A           | N/A                          |
| 19 | "Use or Be Used"                           | 20 de abril de 2018    | 0.1/1                | 0.56                   | 0.1         | N/A                        | 0.2           | N/A                          |
| 20 | "A Line from the Past"                     | 27 de abril de 2018    | 0.2/1                | 0.68                   | N/A         | N/A                        | N/A           | N/A                          |
| 21 | "Trashy Little Tramp"                      | 4 de maio de 2018      | 0.1/1                | 0.55                   | N/A         | N/A                        | N/A           | N/A                          |
| 22 | "Dead Scratch"                             | 11 de maio de 2018     | 0.1/1                | 0.56                   | N/A         | N/A                        | N/A           | N/A                          |

### Resposta da crítica
O site de agregadores de revisão Rotten Tomatoes relatou um índice de aprovação de 53% com uma classificação média de 6.59 / 10 com base em 40 comentários. O consenso do site diz: "O renascimento de Dynasty retém o suficiente do fascínio exagerado de seu antecessor para oferecer um prazer culpado glamouroso em sua primeira temporada, mesmo que ele nunca recapture a magia do original". No Metacritic que usa uma média ponderada, deu à temporada uma pontuação de 52, com base em 17 críticas, indicando "revisões mistas ou médias".
Revendo o primeiro episódio da temporada, Danette Chavez escrevendo ao The A.V. Club, diz que, apesar da estreia de "ondas cheias de nostalgia dos anos 80 e reinicializações, uma Dynasty reimaginado da CW parece que está chegando em um momento inoportuno".

### Prêmios e indicações
Em 2018, a série foi nomeada pelo Dorian Awards na categoria "Série do Ano".